# Ansonia inthanon
Ansonia inthanon е вид жаба от семейство Крастави жаби (Bufonidae).

## Разпространение
Видът е разпространен в Тайланд.